# Laophila icasta
Laophila icasta là một loài bướm đêm trong họ Geometridae.